# ایلماری اوکسانن
ایلماری اوکسانن (فنلاندی: Ilmari Oksanen; ۲۴ دسامبر ۱۹۰۶ – ۳۱ ژانویهٔ ۱۹۷۷) بازیکن فوتبال اهل فنلاند بود.
از باشگاه‌هایی که در آن بازی کرده‌است می‌توان به باشگاه فوتبال تورون پالوسئورا اشاره کرد.